# Joseph Kosinski
Joseph Kosinski, född 3 maj 1974 i Marshalltown, Iowa, är en amerikansk reklam- och filmregissör bäst känd för sitt arbete med datorgrafik och datorgenererade bilder. Han gjorde sin debut som regissör med Disney Digital 3-D:s science fiction-film Tron: Legacy, uppföljaren till filmen Tron från 1982. Hans tidigare arbete har främst varit inom CGI (Computer-generated imagery)-relaterade reklamfilmer som bland annat reklamfilmen "Starry Night" för Halo 3 och "Mad World", den prisbelönta reklamfilmen för Gears of War.

## Karriär
Hans första stora film var den specialeffektstinna Tron: Legacy. I produktionen av filmen användes höghastighetskameror och filmen lanserades i Disney Digital 3-D och IMAX 3D i december 2010.
Efter att ha flyttat till Los Angeles under 2005 började han skriva på romanen Oblivion för multimediastudion Radical Comics. I augusti 2010 förvärvade Walt Disney Pictures rättigheterna till romanen och William Monahan började arbeta på ett manus till en filmatisering. I mars 2011 rapporterades det dock att Karl Gajdusek skulle skriva om manuset. Efter att försöken med att få filmen PG-klassad (barntillåten) misslyckades släppte Disney rättigheterna till filmen, som sedan förvärvades av Universal Pictures. $ 120 miljoner-budgeterade Oblivion började spelas in i oktober 2011, med Tom Cruise i huvudrollen, och hade premiär i april 2013.
Kosinski är en alumn från Columbia Graduate School of Architecture, Planning and Preservation (GSAPP), och är även adjungerad biträdande professor i arkitektur på skolan.

## Filmografi (i urval)
| År   | Film              | Regissör | Producent | Manus | Noteringar |
| ---- | ----------------- | -------- | --------- | ----- | ---------- |
| 2008 | TR2N              | Ja       | Nej       | Nej   | Kortfilm   |
| 2010 | Tron: Legacy      | Ja       | Nej       | Nej   |            |
| 2013 | Oblivion          | Ja       | Ja        | Ja    |            |
| 2022 | Top Gun: Maverick | Ja       | Nej       | Nej   |            |
| 2022 | Spiderhead        | Ja       | Nej       | Nej   |            |
| 2024 | Twisters          | Nej      | Nej       | Story |            |
| 2025 | F1                | Ja       | Ja        | Nej   |            |